# Mathurin Brissonneau
Mathurin Brissonneau, né le 20 juin 1814 au Pellerin (Loire-Atlantique) et mort le 3 décembre 1897 à Nantes, est un industriel et un homme politique français, maire par intérim de Nantes en 1881.

## Biographie
Mathurin Brissonneau et son frère Joseph (1817-1900) font un apprentissage de mécaniciens à Nantes, dans l'entreprise Bertrand-Fourmand, située rue du Chapeau-Rouge. En 1841, ils rachètent le fonds et créent leur entreprise de mécanique générale, Brissonneau Frères, qui a pour clients les raffineries de sucre et les chantiers navals de Nantes. 
En 1862, ils sont rejoints par Étienne Lotz, lui-même fondateur en 1837 d'une entreprise de mécanique orientée vers le matériel ferroviaire et agricole. En 1866, la fille de Mathurin, Marie Amélie, épouse Alphonse Lotz (1840-1921), fils d'Étienne, ingénieur des arts et manufactures, qui entre à son tour dans l'entreprise. En 1878, elle prend le nom de société Brissonneau et Lotz. Après avoir créé une nouvelle usine dans le quartier Launay, ils s'installent dans la commune de Doulon en 1878. 
Tout en dirigeant cette entreprise, Mathurin Brissonneau occupe des postes honorifiques à la commission des Hospices, à la Caisse d'Épargne et à la Chambre de commerce de Nantes. 

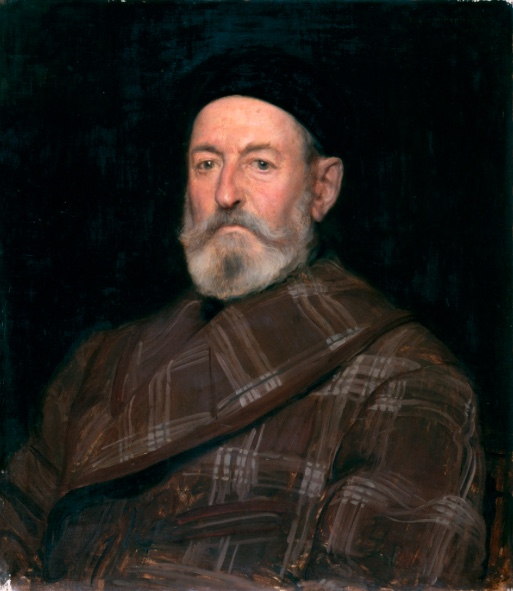
Portrait de Monsieur Mathurin Brissonneau.

Membre du conseil municipal de Nantes, il est adjoint de Julien-Charles Lechat depuis 1874 ; celui-ci ayant démissionné, il assure l'intérim de la fonction de maire du 8 juillet au 28 novembre 1881. Il est alors remplacé par Georges-Évariste Colombel, nommé par décret présidentiel. Le 23 avril 1882, Mathurin Brissonneau est candidat au poste de maire lors de la première élection par le conseil municipal, mais il n'obtient que 3 voix contre 23 à Colombel.
Il meurt le 3 décembre 1897 ; son domicile est alors au no 86 du quai de la Fosse. Il est inhumé au cimetière Miséricorde.